# Blå kongo

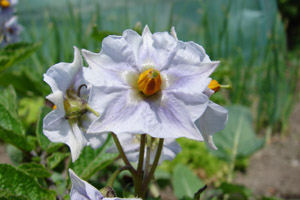
En potatisblomma från sorten blå kongo.

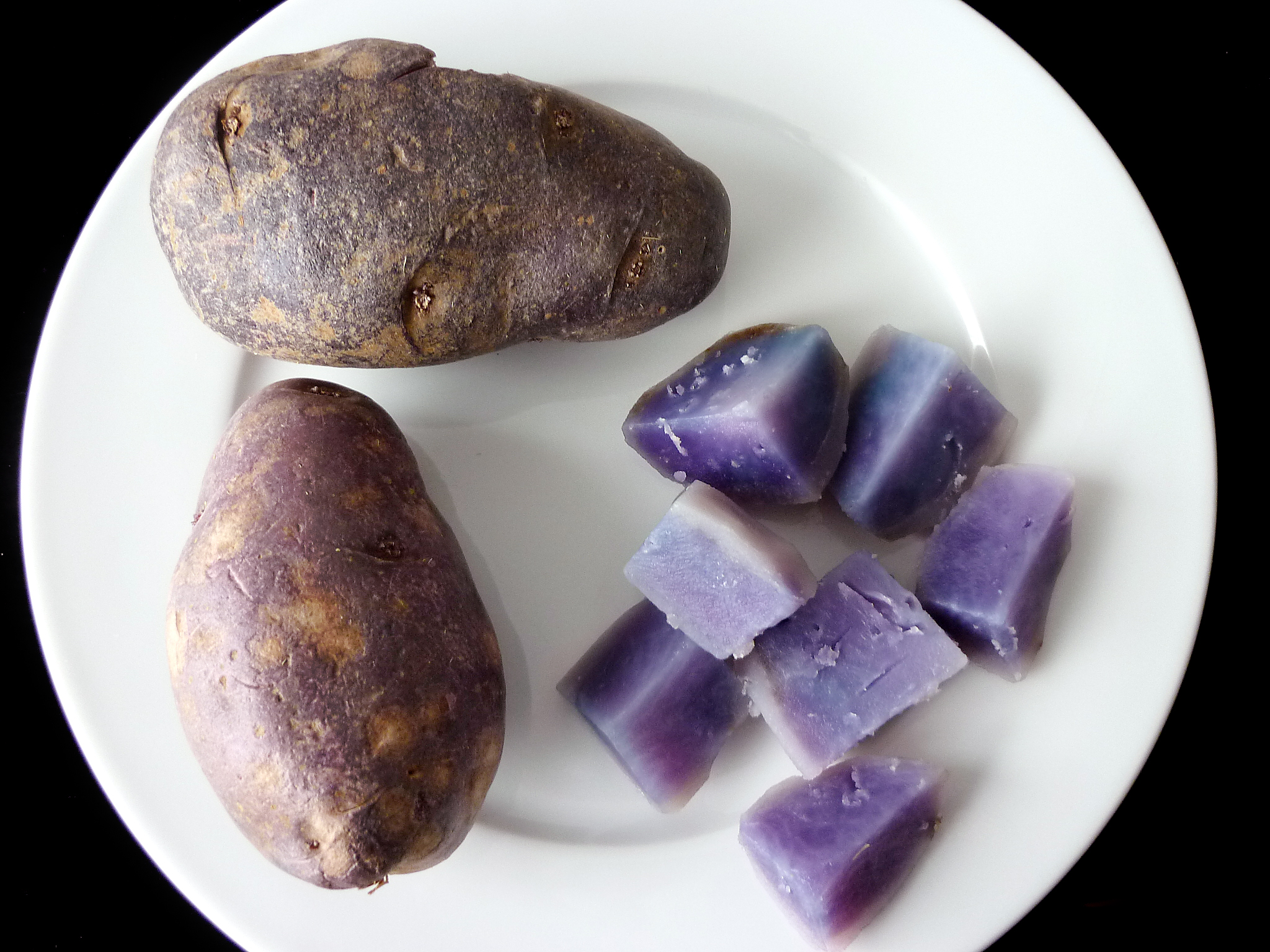

Blå kongo eller congo är en potatissort med okänt ursprung som kännetecknas av en blå färg, mörkare i skalet än på potatisens insida. Sorten odlas sedan 1930-talet i Sverige och säljs i mindre mängder.
Potatisen blev årets potatis 2006 i Tyskland . Dess tyska namn är Blauer Schwede (blå svensk).